# Schrozberg
Schrozberg là một thị xã thuộc huyện Schwäbisch Hall, trong bang Baden-Württemberg, nước Đức. Đô thị này có cự ly 21 km về phía tây của Rothenburg ob der Tauber, và 31 km về phía đông bắc của Schwäbisch Hall.